# Goniopteroloba zalska
Goniopteroloba zalska is een vlinder uit de familie van de spanners (Geometridae). De wetenschappelijke naam van de soort is voor het eerst geldig gepubliceerd in 1894 door Swinhoe.